# کورسون-شفچنکیفسکیی
کورسون-شفچنکیفسکیی (به روسی: Корсунь-Шевченківський) شهری در استان چرکاسی در کشور اوکراین واقع شده‌است. جمعیت این شهر ۱۷,۴۷۴ نفر (۲۰۲۱ تخمینی) است.

## نگارخانه

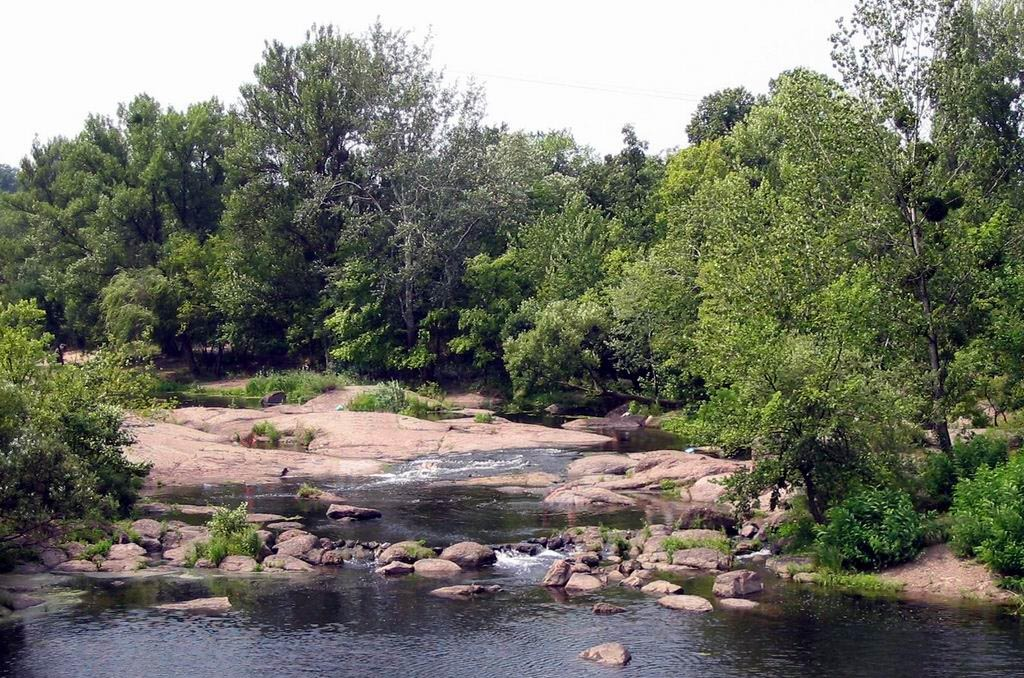
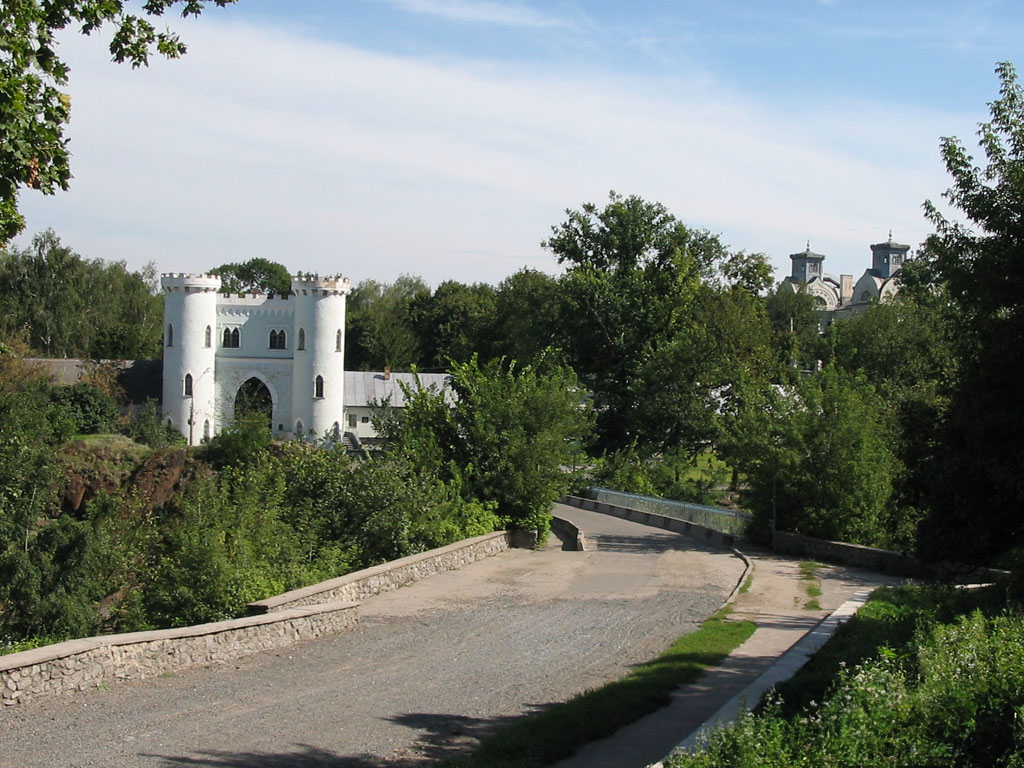
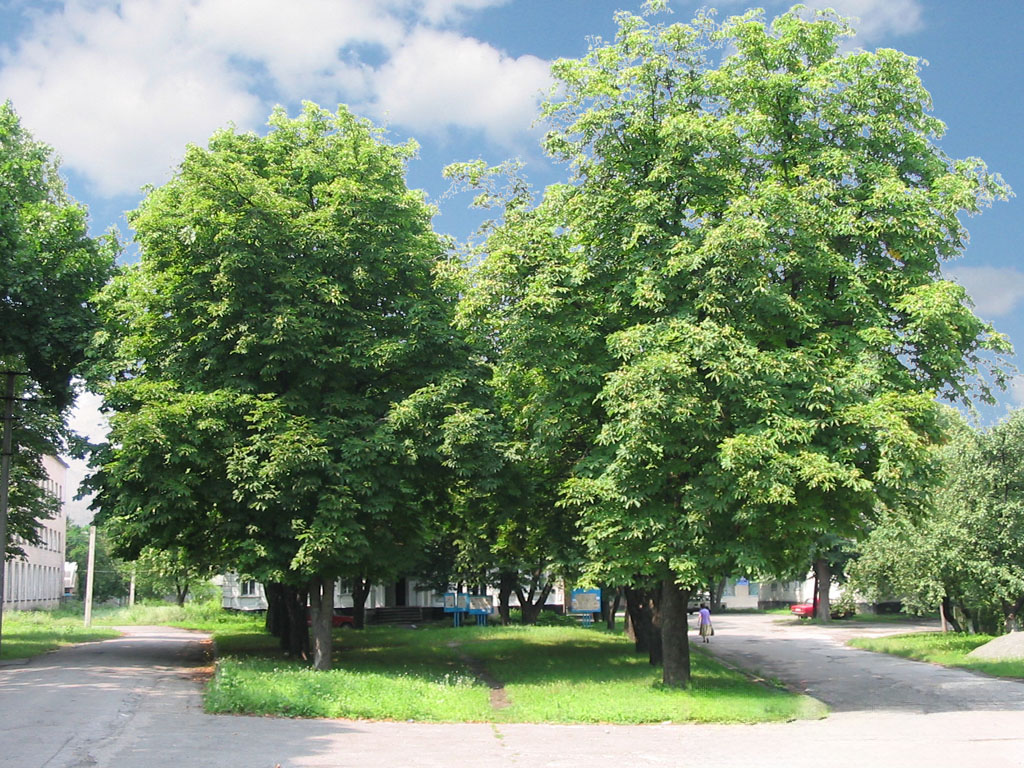
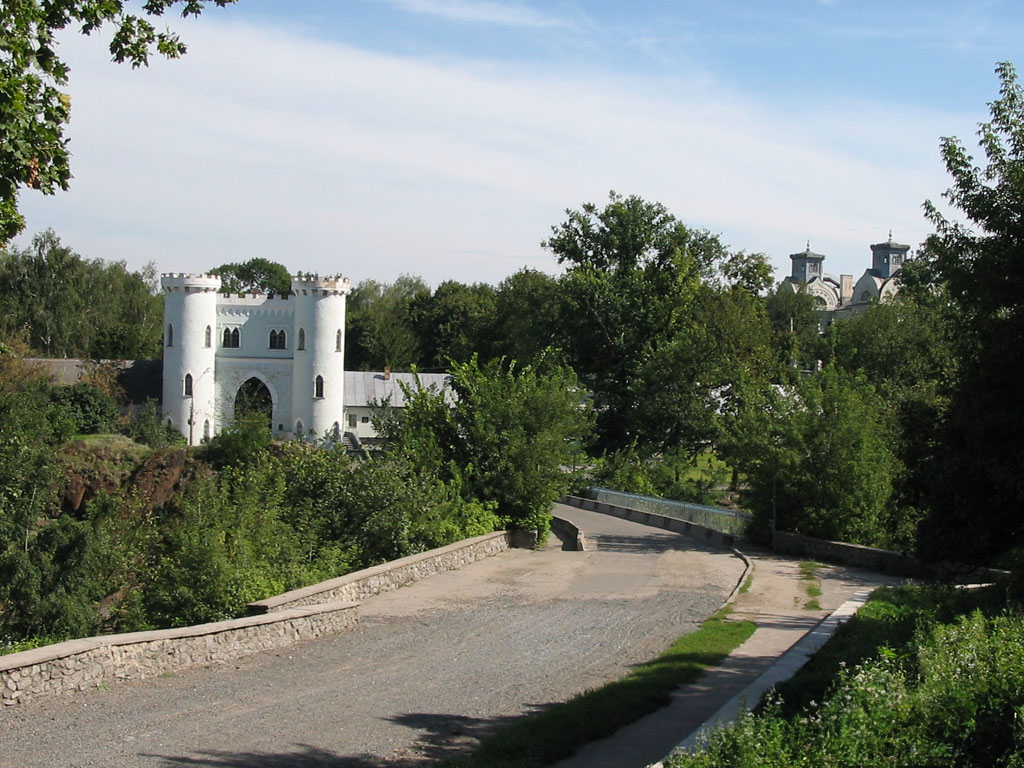